# La Chapelle-Saint-Luc
La Chapelle-Saint-Luc é uma comuna francesa na região administrativa de Grande Leste, no departamento de Aube. Estende-se por uma área de 10,48 km². Em 2010 a comuna tinha 12 006 habitantes (densidade: 1 145,6 hab./km²).